# (72585) 2001 FT1
(72585) 2001 FT1 – planetoida z pasa głównego asteroid okrążająca Słońce w ciągu 5,68 lat w średniej odległości 3,18 j.a. Odkryta 16 marca 2001 roku.